# Maca Jogan
Maca (Matilda) Jogan, slovenska sociologinja, * 24. februar 1943, Lössnitz, Nemčija (Tretji rajh).
Maca Jogan je leta 1965 diplomirala na sociološkem oddelku Filozofske fakultete v Ljubljani, magistrirala 1972 na Fakulteti za sociologijo, politične vede in novinarstvo v Ljubljani in doktorirala 1976 na Filozofski fakulteti v Ljubljani. Leta 1987 je bila na Fakulteti za sociologijo, politične vede in novinarstvo v Ljubljani izvoljena za redno profesorico.

## Življenje in delo
Maca Jogan z rojstnim imenom Matilda se je rodila 24. februarja 1943 v taborišču Lössnitz v Nemčiji. Osnovno šolo je obiskovala na Bizeljskem (1949–53), takratno nižjo gimnazijo v Bistrici ob Sotli (1953–56), I. (višjo) gimnazijo pa v Mariboru (1956–60). Februarja 1965 je diplomirala na Oddelku za sociologijo na Filozofski fakulteti v Ljubljani, maja 1972 je magistrirala na Fakulteti za sociologijo, politične vede in novinarstvo v Ljubljani, junija 1976 pa je obranila doktorsko disertacijo (Funkcionalizem in konfliktna teorija) na Filozofski fakulteti v Ljubljani.
Kot diplomantka Filozofske fakultete je sprva zavrnila zaposlitev na Visoki šoli za politične vede v Ljubljani, nato pa se vendarle zaposlila junija 1965 kot asistentka za predmet Obča sociologija in bila od leta 1967 asistentka tudi pri predmetu Zgodovina socioloških teorij. Februarja 1977 je bila izvoljena za docentko in aprila 1982 za izredno profesorico za predmet Razvoj socioloških teorij. Leta 1987 je bila izvoljena za redno profesorico. Leta 1999 se je upokojila, naslednje leto pa je postala zaslužna profesorica.
Težišča njenega raziskovalnega in pedagoškega dela so (bila): razvoj socioloških teorij, zgodovina sociologije na Slovenskem in sociologija spolov. Od sredine osemdesetih let 20. stoletja je največ spoznavnega zanimanja usmerila v raziskovanje različnih vidikov družbene konstrukcije hierarhije med spoloma. Doslej je v domačih in tujih znanstvenih časopisih in monografijah objavila vrsto člankov in razprav ter izdala knjige: 
- Sociologija reda: kritični oris funkcionalizma in konfliktne teorije (1978)
- Ženska, cerkev in družina (1986)
- Družbena konstrukcija hierarhije med spoloma (1990)
- Sodobne smeri v sociološki teoriji (1995)
- Seksizem v vsakdanjem življenju (2001)
- Sociologija in seksizem (2014) ter
- Katoliška cerkev in družbeno zlo (2016) oziroma
- Na dvorišču poganov: Katoliška cerkev in družbeno zlo (2023).

Od ustanovitve (1965) je aktivno delovala v Slovenskem sociološkem društvu, več mandatnih obdobij (do 1986) kot članica upravnega odbora, kasneje pa kot članica predsedstva društva (2005-07). Leta 2005 je bila imenovana za častno članico društva. Od julija 1990 je delovala kot članica pripravljalnega komiteja za ustanovitev Evropske sociološke asociacije in na ustanovni skupščini (1995 v Budimpešti) je bila izvoljena v izvršni komite tega znanstvenega združenja. Kot članica mednarodnega programskega komiteja je sodelovala pri pripravi prve (Dunaj 1992) in druge (Budimpešta 1995) evropske sociološke konference, druge (Graz 1994) in tretje (Coimbra 1997) evropske konference feminističnega raziskovanja, v okviru svetovnih konferenc Internacionalne družbe za proučevanje evropske misli pa je organizirala in vodila dvoje delavnic (na 4. konferenci 1994 v Grazu in na 5. konferenci 1996 v Utrechtu).
Od ustanovitve leta 2001 do 2005 je bila članica in od novembra 2002 do marca 2005 tudi predsednica Komisije za uveljavitev vloge žensk v znanosti pri takratnem Ministrstvu za šolstvo, znanost in šport oziroma od 2004 naprej pri Ministrstvu za visoko šolstvo, znanost in tehnologijo in članica Helsinške skupine za ženske v znanosti pri Evropski komisiji. Kot ekspertka je sodelovala v mednarodnem projektu Srednjeevropski center za ženske in mlade v znanosti (2005–2007), kot članica svetovalnega odbora pa v mednarodnem projektu Eument-net (2007–2008). 
Prav tako pa je vidna članica Zveze združenj borcev za vrednote NOB Slovenije. 
Njen mož je pravnik in obramboslovec Savin, imata hčerko Daljo in sina, botanika Jerneja (Nejc Jogan).

## Priznanja
- Leta 1988 je prejela red dela z zlatim vencem.
- zaslužna profesorica Univerze v Ljubljani (2000)
- leta 2002 je prejela častni znak svobode Republike Slovenije »za znanstveno, raziskovalno in pedagoško delo ter za prispevek k razvoju slovenske družbene znanosti«[4]
- častna članica Slovenskega sociološkega društva (2005)